# Remigio Armando Caula y Abad
D. Remigio Armando Caula y Abad (Santiago de Compostela, 18 de Novembro de 1828 - Santiago de Compostela, 30 de agosto de 1895), foi um poeta, escritor, dramaturgo e professor espanhol.

## Biografia

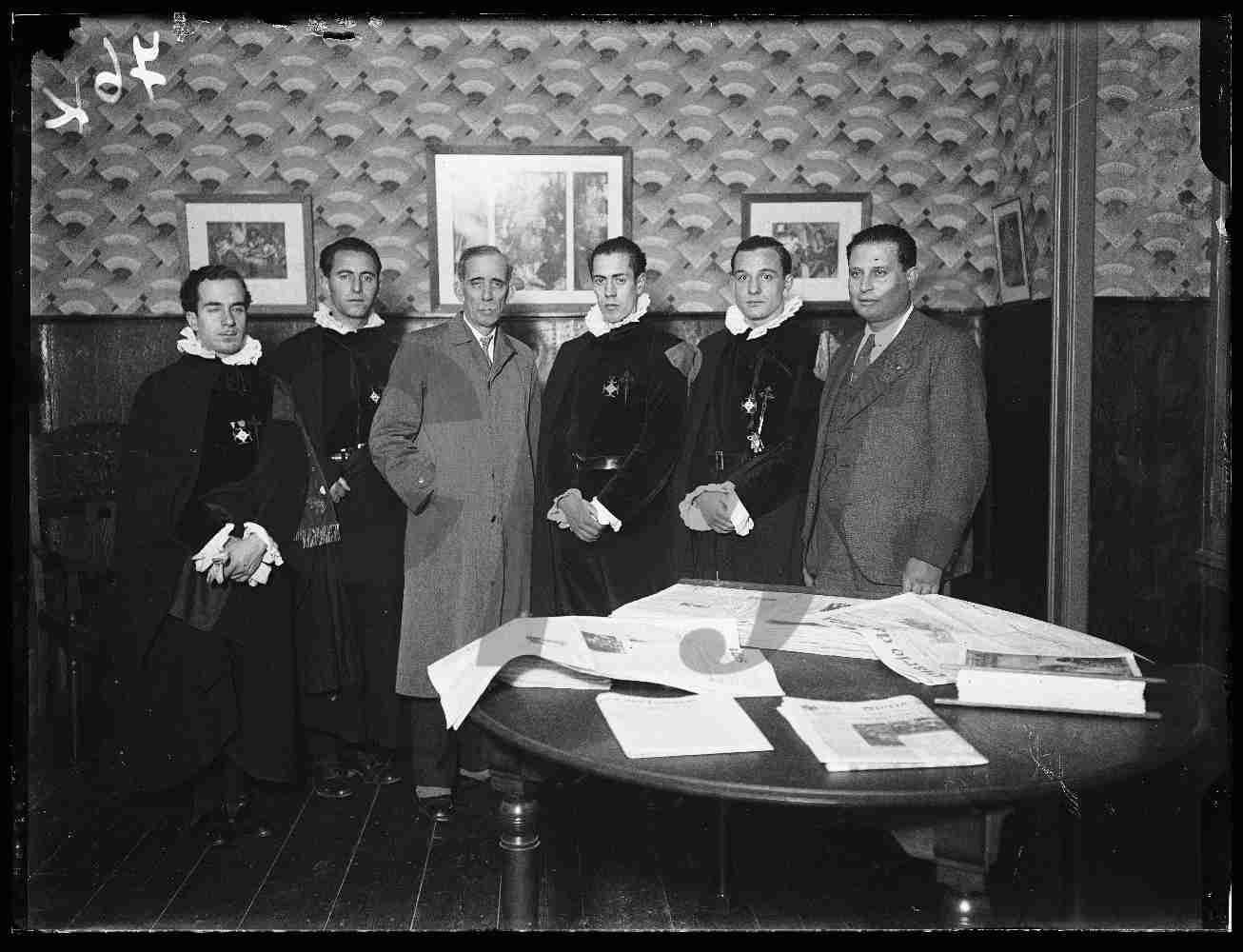
Os estudantes da Universidade de Santiago de Compostela, em O Século. Identificados: Remigio Caula, Jesús Caamano, Gustavo de Matos Sequeira, Javier Vaamonde, José Fondo, Alejo Carrera.

Formou-se em direito na Universidade de Santiago de Compostela, exercendo a profissão de advogado. Amante das letras, dedicou-se à poesia, e em especial à arte dramática. Ainda jovem escreveu um drama, chamado Aniversário, que foi encenado no Liceu de Santiago em 1847. Fato interessante é aparecerem documentos históricos apontando sua fábrica de velas desde 1841. 
Mudando-se para Madrid, apresentou ao Instituto de Teatro um novo drama, que estreou em 1851. Escreveu em vários periódicos de Madrid, além de publicar vários dramas, ocupou cátedra na Universidade de Santiago.   
Uma parte de seu vasto trabalho, foi fazer traduções, destacando-se a de La Novia de Abidos de Lord Byron, isto para El Museo Universal em 1869. 

### Atribuições
- Oficial Interventor da Administración Depositaría de Santiago, província de La Coruña.[18]
- Oficial de 5ª classe da Hacienda Pública de la Administración Subalterna de Santiago. [19]

## Periódicos
- La Moda Elegante Ilustrada
- Galícia Humorística [20]
- La Opinion Pública
- El País
- Semanário Popular
- El Porvenir

## Livros
- Aniversário,
- Luchas de Amor y Deber, (1851),[21]
- Una Boda en el Brasil, (1872),[22]
- Triste Ejemplo, (1878),[23]
- Cantares Espanoles, (1884),[24]